# 悪いことしましョ! (1967年の映画)
『悪いことしましョ!』（Bedazzled）は1967年公開のイギリス映画。コメディアンのダドリー・ムーアが1970年代後半の人気絶頂の前に主演した、コメディ・ファンタジー。エリザベス・ハーレイ主演の『悪いことしましョ!』は本作のリメイクである。

## ストーリー
ハンバーグ屋でコックとして働くの主人公の青年は、やることなすこと失敗ばかり……。好意を寄せている美女にもフラれ、自暴自棄に、そこへ悪魔と名乗る謎の男と出会う。謎の男は魂を売る契約書にサインすれば、七つの願いをかなえるという。契約を結び金持ちになった青年は自分を振った美女との結婚や人気芸能人になるのだが……。

## スタッフ
- 監督：スタンリー・ドーネン
- 製作：スタンリー・ドーネン
- 脚本：ピーター・クック（英語版）
- 撮影：オースティン・デンプスター
- 音楽：ダドリー・ムーア

## キャスト
- ピーター・クック（英語版）
- ダドリー・ムーア
- ラクエル・ウェルチ
- エレノア・ブロ
- アルバ
- ロバート・ラッセル
- バリー・ハンフリーズ
- ダニエル・ノエル
- マイケル・ベイツ